# Cascada Paulo Afonso
La cascada Paulo Afonso (en portuguès: cachoeira de Paulo Afonso) és una sèrie de cascades ubicades al riu São Francisco, al municipi de Paulo Afonso de l'estat de Bahia del Brasil. La caiguda de les aigües, de fins a 80 metres d'alçada, donen energia hidroelèctrica Complexo Hidrelétrico de Paulo Afonso. És una cascada classificada com "classe 10", la mateixa classificació que tenen les cascades del Niàgara

## En pintura

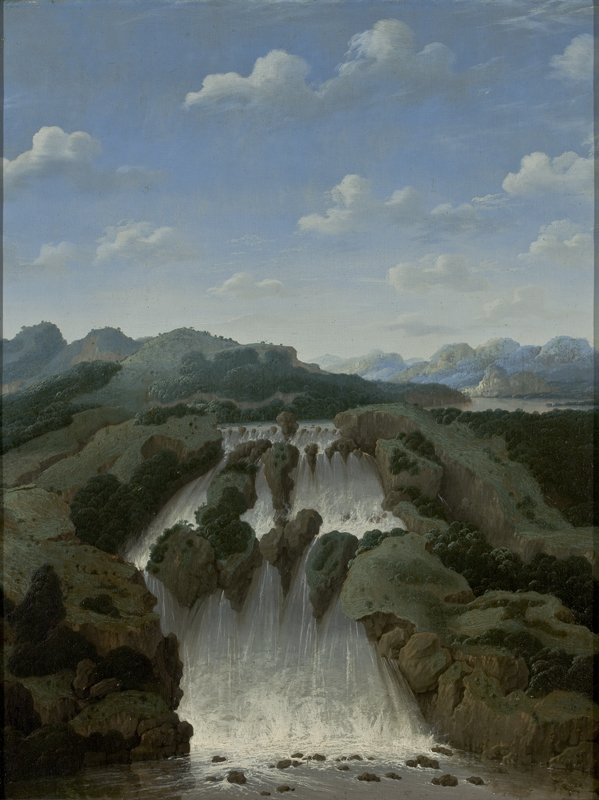
La cascada pintada pel pintor neerlandès Frans Post (1649).

Aquest cascada va ser pintada a l'oli sobre fusta per Frans Post l'any 1649.